# Aleksander Bilimovič
Aleksander Bilimovič (rusko Александр Дмитриевич Билимович, ukrajinsko Олександр Дмитрович Білимович), ruski ekonomist, pravnik in pedagog, * 25. maj 1876, Žitomir, današnja Ukrajina, † 21. december 1963, Monterey, ZDA.
Pravo je študiral na Pravni fakulteti v Kijevu in 1915 doktoriral v Petrogradu (sedaj Sankt Peterburg) iz narodnega gospodarstva, finančnih ved in statistike. Predaval je na kijevski Pravni fakulteti, leta 1919 emigriral in bil v letih 1920−1945 predavatelj narodnega gospodarstva na Pravni fakulteti v Ljubljani. Ob koncu 2. svetovne vojne je emigriral v ZDA. 
Ukvarjal se je predvsem z matematično ekonomijo. Več njegovih del se nanaša na Slovenijo in Jugoslavijo. Objavljal je v slovenščini in drugih jezikih v raznih slovenskih, jugoslovanskih in tujih revijah.